# Hodges (Carolina del Sud)
Hodges è un comune degli Stati Uniti d'America, situato in Carolina del Sud, nella Contea di Greenwood.